# Tsageri
Tsageri (georgiska: ცაგერი) är en stad i Ratja-Letjchumi och Nedre Svanetien i norra Georgien.
Tsageri ligger 475 m ö.h. på den västra banken av Tschenistsqali, en biflod till Rionifloden. År 2014 hade staden cirka 1 320 invånare, merparten var etniska georgier. Stadens låga invånarantal gör den till den allra minsta sett till antalet invånare i hela Georgien.